# Фішер (серіал)
«Фішер» — російський серіал у жанрі трилер. Виробництвом проєкту займалася компанія Art Pictures Vision спільно зі Студією 812 під замовлення «НМГ Студии». Сюжет засновано на реальних подіях — прізвисько «Фішер» належало серійному вбивці Сергію Головкіну, який займався вбивствами в Одинцовському районі Московської області з 1986 р. по 1992 р.
Прем'єра серіалу відбулася 8 лютого 2023 року в онлайн-кінотеатрах.

## Сюжет
1986 року поряд із Рубльовським шосе Москви у лісосмузі знаходять тіла жорстоко вбитих підлітків. Напарники досвідчені слідчі прокуратури Валерій Козирєв із Москви та Євген Боков із Ростова-на-Дону, а також молодий слідчий Наталія Добровольська розслідує серію вбивств, які назавжди змінять їхні долі. Їм допомагає єдиний свідок — школяр Ігор.

## У ролях

### У головних ролях
| Актор             | Роль                 |
| ----------------- | -------------------- |
| Олександр Яценко  | Валерій Козирев      |
| Іван Янковський   | Євген Боков          |
| Олександра Бортич | Наталя Добровольська |

### У ролях
| Актор                   | Роль                                          |
| ----------------------- | --------------------------------------------- |
| Сергій Гильов           | Геннадій Мальцев, журналіст, батько Ігоря     |
| Ганна Снаткіна          | Марія Мальцева, мати Ігоря                    |
| Станіслав Соломатин     | Ігор Мальцев                                  |
| Роман Євдокимов         | Дмитро Лаваль                                 |
| Юрій Торсуєв            | Петро Лаваль, батько Дмитра                   |
| Азамат Нігманов         | Віктор Хван, оперуповноважений міліції        |
| Діана Мілютина          | Марина Бокова                                 |
| Дмитро Буренков         | Семен Макурин                                 |
| Ольга Кавалай-Аксьонова | Козирева                                      |
| Ольга Озоллапиня        | Панова                                        |
| Олексій Гришин          | Чернишов, головлікар                          |
| Федор Федосєєв          | Степан Козирев                                |
| Іван Василевський       | експерт                                       |
| Олексій Каничев         | експерт-фотограф                              |
| Ірина Марцинкевич       | мати Добровольської                           |
| Людмила Степченкова     | мати Бокова                                   |
| Дмитро Ратомський       | Панов                                         |
| Олександр Усердін       | Олександр Рекунков, генеральний прокурор СРСР |
| Олександр Коротков      | отець Михайло, настоятель храму               |
| Микита Тарасов          | Анатолій Сливко                               |
| Андрій Максимов         | Сергій Головкин («Фішер»)                     |

## Виробництво
Проєкт було оголошено в грудні 2019 року. Сценаристи Сергій Кальварський і Наталя Капустина впродовж року вивчали архівні матеріали та спілкувалися зі слідчими по справі Сергія Головкіна, щоб написати сценарій.
Знімання серіалу було розпочато в червні 2022 року в Москві. «Фішер» мав бути випущений в онлайн-сервісі more.tv до кінця 2022 року, однак прем'єра відбулася 8 лютого 2023 року. Одночасно прем'єра серіалу відбулася у відеосервісі Wink 8 лютого 2023 року.

## Відгуки
Кінокритик Ілля Королевський, «Lenta.ru» пише: «Виходить вкрай реалістичний та захопливий детектив — враховуючи те, що ледь не кожен другий оригінальний проєкт на російських стрімінгах сьогодні присвячений роботі співробітників слідства та поліції, „Фішер“ виявляється куди цікавіше конкурентів».
Кінокритик Юлія Шагельман, «Коммерсантъ» написала: «З будь-яким гарним „кіно про маніяка“ „Фішера“ ріднить і те, що насправді він розповідає не про маніяка, а про хворе суспільство, яке його породило, пройняте тужливим передчуттям швидкого розпаду та тотальною байдужістю».
Софія Бротвейн, «Forbes» зазначає: «„Фішер“ дуже тонко розкриває характер кожного героя. Серіал не тримається на одній лише детективній лінії».
Критики зазначають, що «Фішер» нагадує «Справжнього детектива» та «Мисливця за розумом». Але все ж таки, на думку кінокритика Олени Зархіної, «Газета.ru», «усі порівняння виявляться марними: серіал навмисно відмовляється мімікрувати під старших братів і намагається знайти свою інтонацію та стиль».